# يوم ممطر آخر (مسلسل)
يوم ممطر آخر مسلسل سوري للكاتبة يم مشهدي، وللمخرجة رشا شربتجي. من بطولة قمر خلف، وعبد الهادي الصباغ، وسمر سامي، ومكسيم خليل، وسلاف فواخرجي، وسلافة معمار، وقصي خولي، ووائل رمضان، وكندة حنَّا، ومحمد حداقي، وصفاء سلطان، وناندا محمد، وكندة علوش، وغيرهم من النجوم. ومن إنتاج شركة طارق زعيتر وشركاه.

## نبذة
يتناول المسلسل صبغة اجتماعية قوية تجاه الطبقة الوسطى، كونه ينتمي لدراما اللحم والدم فتشعر أن حواراته سبق وسمعتها وأنك تعرف شخصياته، لكونه يظهر ما يتعرض له الناس في هذه اللحظة.. يؤلف العمل مجموعة من الشخصيات التي تمر بأحداث يومية متناقضة، ويقف عند المشكلات البسيطة التي يمكن أن تتراكم ويكون لها أثرها الكبير في المجتمع. ويتمحور العمل حول عائلتي كامل «عبد الهادي الصباغ»، وجوري «سمر سامي»، حيث تتشعب الحكايا، فلكل شخصية صراع تعيشه ومشكلات تحاول تجاوزها.

## أقوال المخرجة
قالت رشا: ”إنه يلقي الضوء كذلك على عائلات الطبقة الوسطى التي لم يتم التطرق إليها حتى الآن في عمل كانت هي محوره، فغالبا ما قدم صراع الخير والشر ووجود هذا الصراع يعني دخول السلطة والمال أو التاجر أو الفقر المدقع“.
أضافت شربتجي: ”لا يمكن أن نفصل السياسة عن حياتنا اليومية، بالتالي فإن هذا العمل سيحمل صبغة اجتماعية لا تخلو من السياسة لكنها لن تكون مباشرة وستعتمد فيها على الاسقاطات غير المباشرة، لأنه طالما أننا دخلنا في الحياة اليومية فقد دخلنا في السياسة ولكن من باب الأحداث التي تدور في مجتمعنا“.